# Монтескью (коммуна)
Монтескью́ (фр. Montesquiou) — коммуна во Франции, находится в регионе Юг — Пиренеи. Департамент — Жер. Административный центр кантона Монтескью. Округ коммуны — Миранд.
Код INSEE коммуны — 32285.

## География

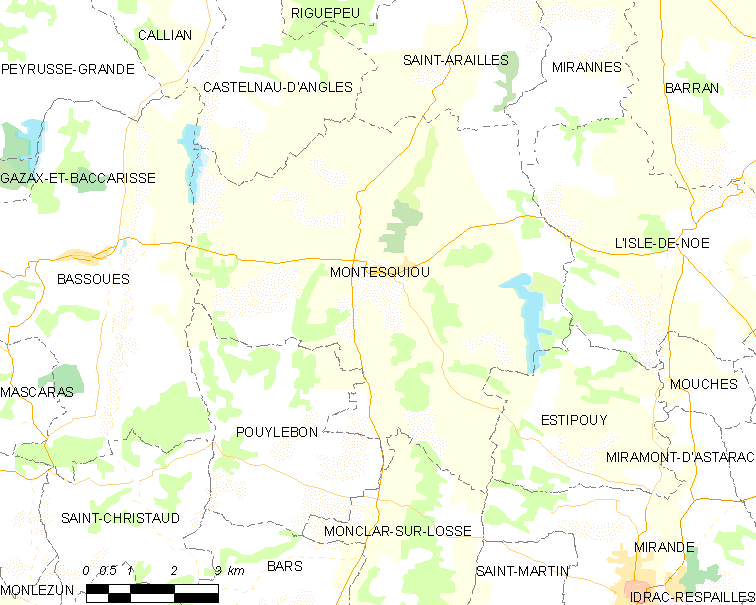
Карта коммуны

Коммуна расположена приблизительно в 610 км к югу от Парижа, в 90 км западнее Тулузы, в 22 км к западу от Оша.
По территории коммуны протекают реки Ос и Лизет.

## Климат
Климат умеренно-океанический. Лето жаркое и немного дождливое, температура часто превышает 35 °С. Зимой часто бывает отрицательная температура и ночные заморозки. Годовое количество осадков — 700—900 мм.

## Население
Население коммуны на 2010 год составляло 600 человек.
| 1962 | 1968 | 1975 | 1982 | 1990 | 1999 | 2010 |
| ---- | ---- | ---- | ---- | ---- | ---- | ---- |
| 752  | 645  | 605  | 604  | 579  | 570  | 600  |

## Администрация
| Период | Период | Фамилия         | Партия                  | Примечания                   |
| ------ | ------ | --------------- | ----------------------- | ---------------------------- |
| 2001   | 2014   | Робер Перрюссан | Социалистическая партия | генеральный советник кантона |
| 2014   | 2020   | Этьен Верре     |                         |                              |

## Экономика
В 2010 году среди 347 человек трудоспособного возраста (15-64 лет) 251 были экономически активными, 96 — неактивными (показатель активности — 72,3 %, в 1999 году было 67,3 %). Из 251 активных жителей работали 228 человек (125 мужчин и 103 женщины), безработных было 23 (11 мужчин и 12 женщин). Среди 96 неактивных 23 человека были учениками или студентами, 56 — пенсионерами, 17 были неактивными по другим причинам.

## Достопримечательности
- Замок Лаплань (XIX век). Исторический памятник с 2005 года[4]
- Руины замка Мот (XIV век). Исторический памятник с 1941 года[5]
- Церковь Св. Мартина (XI век)
- Городские ворота (XIII век)

## Фотогалерея

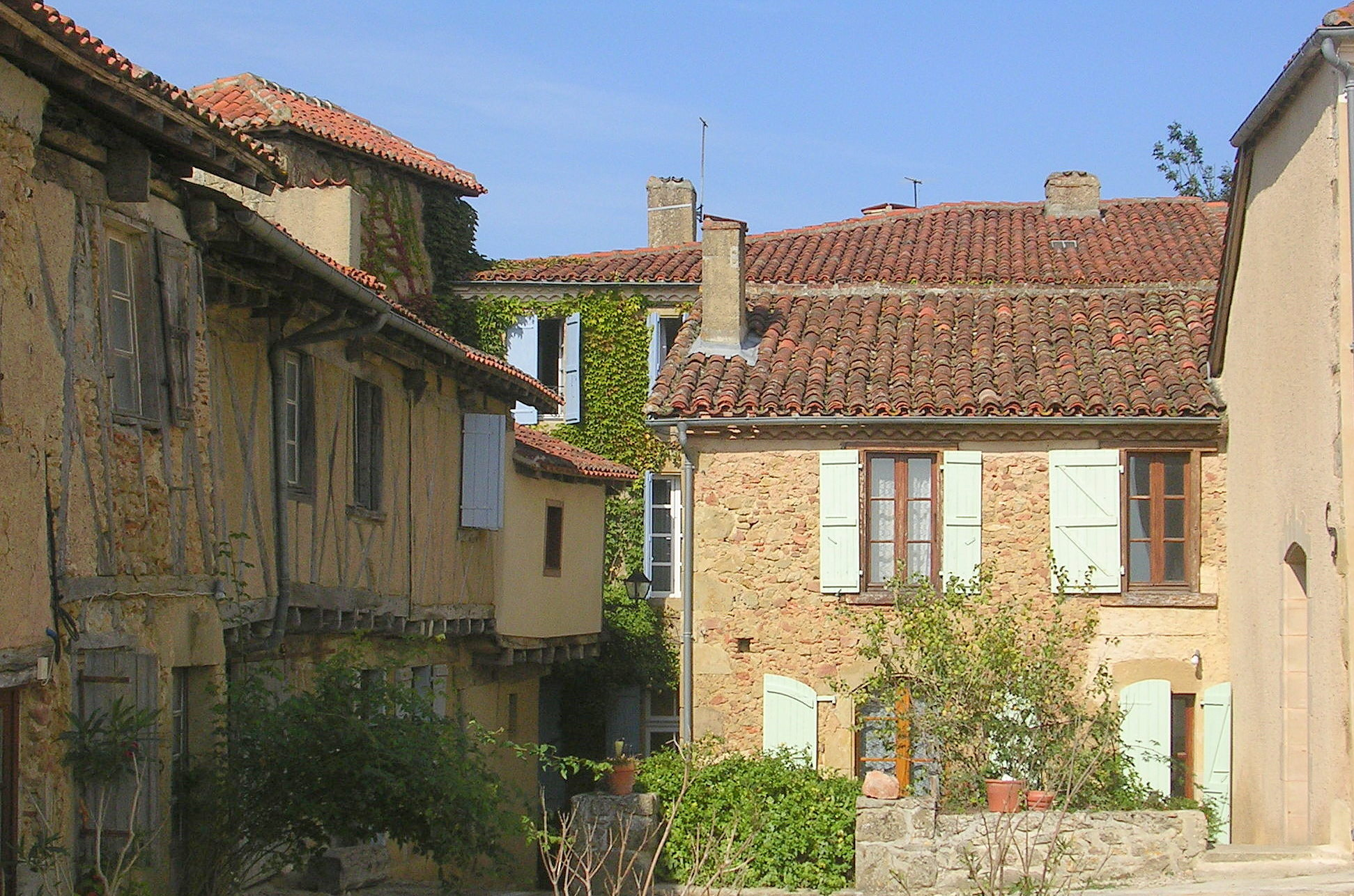
Монтескью
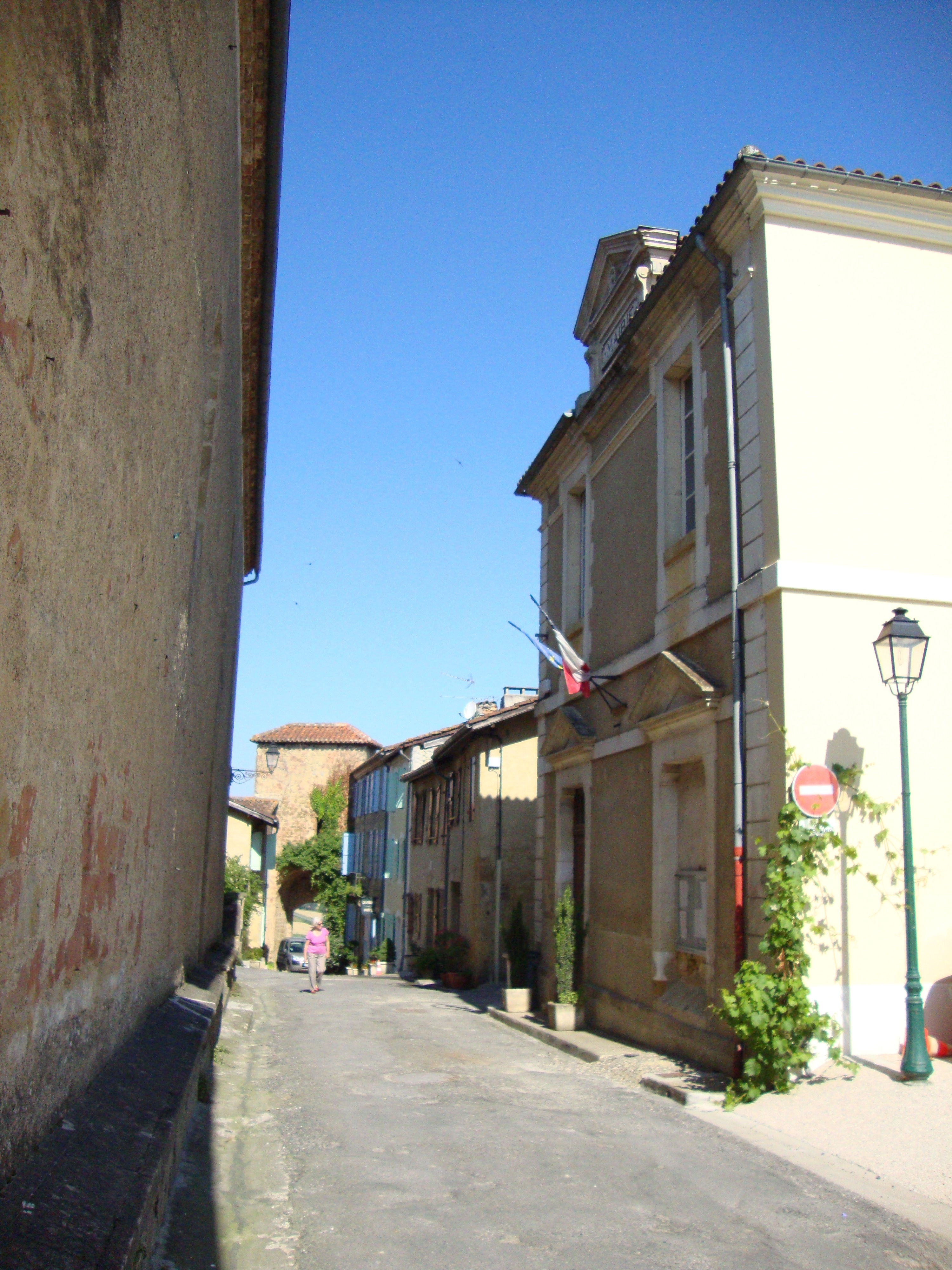
Мэрия
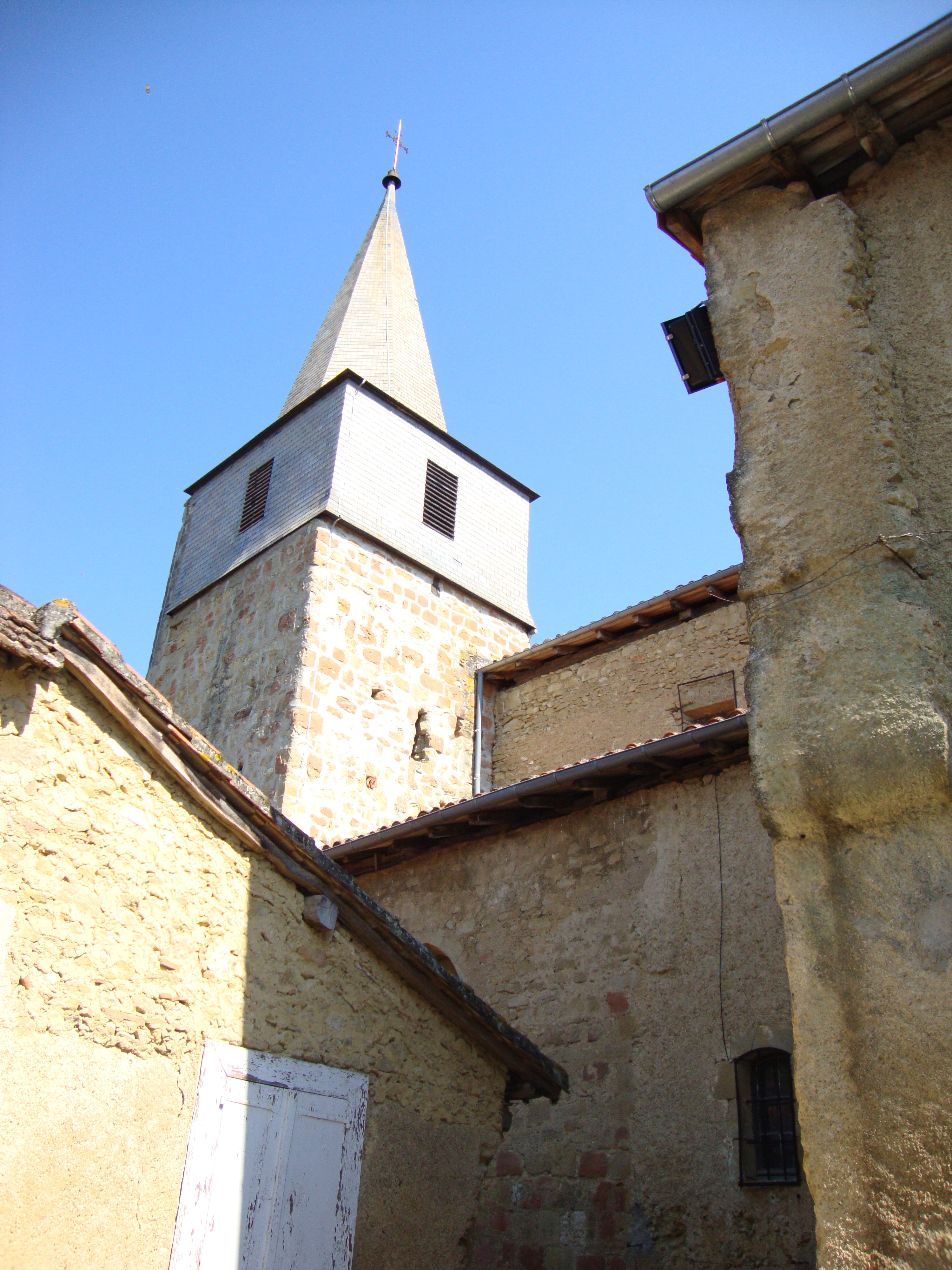
Церковь Св. Мартина
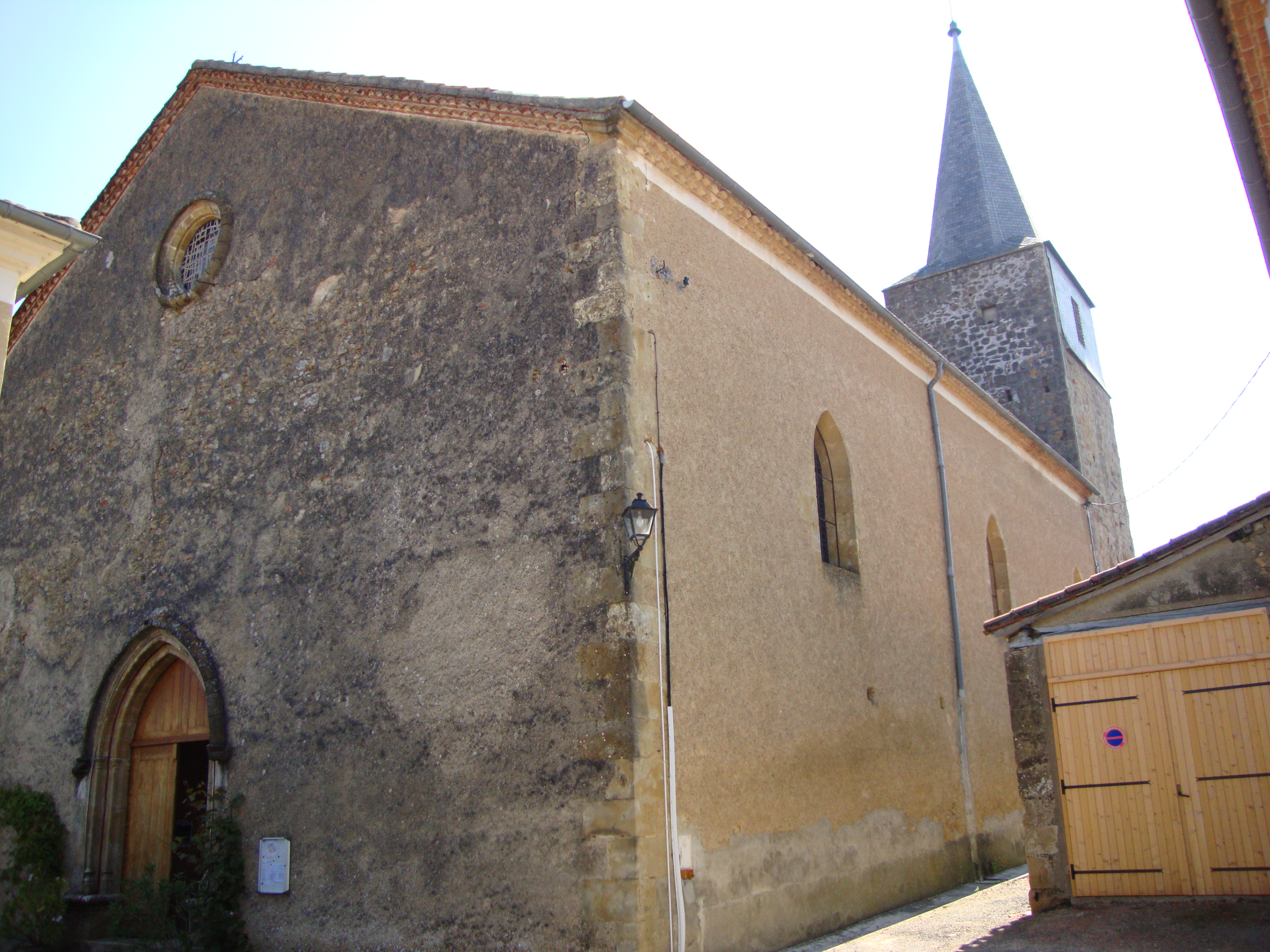
Церковь Св. Мартина